# 한국의 영화 감독 목록
대한민국과 조선민주주의인민공화국의 영화 감독을 가나다 순으로 담은 목록이다.
바로가기:
ㄱ
ㄴ
ㄷ
ㄹ
ㅁ
ㅂ
ㅅ
ㅇ
ㅈ
ㅊ
ㅋ
ㅌ
ㅍ
ㅎ

## ㄱ

### 가
- 강대규(1974년~)
- 강대진(1933~1987년)
- 강범구(1924년~)
- 강석필(생년미상~)
- 강성룡(생년미상~)
- 강영만(1966년~)
- 강우석(1960년~)
- 강윤성(1971년~)
- 강의석(1986년~)
- 강제규(1962년~)
- 김창일(생년미상~)
- 강형철(1974년~)
- 강형철(생년미상~)
- 강호(1908~1984년)

### 고
- 고명안(1960년~)
- 고영남(1935~2003년)
- 고형동(생년미상)
- 곽경택(1966년~)
- 곽재용(1959년~)
- 곽지균(1954년~)

### 구
- 구교환(1982년~)
- 구명철(생년미상~)
- 구범석(1979년~)
- 구수환(1959년~)
- 구혜선[1](1984년~)
- 국동석(1976년~)
- 권수경(1968년~)
- 권일수(1949년~)

### 기
- 김경묵(1985년~)
- 김경형(생년미상~)
- 김곡(1978년~)
- 김광식(1972년~)
- 김기덕(1934~2017년)
- 김기덕(1960~2020년)
- 김기영(1919~1998년)
- 김대승(1967년~)
- 김대우(1962년~)
- 김도산(1891~1921년)
- 김도영(1970년~)
- 김동빈(1955년~)
- 김동원(1955년~)
- 김동원(1962년~)
- 김두영(1952년~)
- 김문생(1961년~)
- 김미정(1971년~)
- 김민수(1969년~)
- 김병서(생년미상~)
- 김병우(1980년~)
- 김보라(1981년~)
- 김봉곤(1967년~)
- 김상진(1967년~)
- 김석윤(1964년~)
- 김선(1978년~)
- 김선민(생년미상~)
- 김설우(1979년~)
- 김성민(1915~1969년)
- 김성수(1938~2004년)
- 김성수(1961년~)
- 김성수(1971년~)
- 김성홍(1956년~)
- 김성훈(1971년~)
- 김성훈(1974년~)
- 김소동(1911~1988년)
- 김소영(1961년~)
- 김수용(1929년~)
- 김수형(1945년~)
- 김수희(1953년~)
- 김승옥(1941년~)
- 김언희(1969년~)
- 김영남(1958년~)
- 김영빈(1955년~)
- 김영탁(1976년~)
- 김영한((1948년~)
- 김영화(생년미상~몰년미상)
- 김용수(1969년~)
- 김용화(1971년~)
- 김용화(1971년~)
- 김원석(1977년~)
- 김유영(1907~1940년)
- 김유진(1950년~)
- 김윤석(1967년~)
- 김윤석(1968년~)
- 김응수(1966년~)
- 김응천(1935~2001년)
- 김인수(1967년~)
- 김재환(생년미상~)
- 김정권(1969년~)
- 김조광수(1965년~)
- 김종국(1968년~)
- 김지운(1964년~)
- 김지훈(1971년~)
- 김진곤(1972년~)
- 김진영(1967년~)
- 김춘광(1901~1950년)
- 김태용(1969년~)
- 김태욱(1976년~)
- 김태진(1905~1949년)
- 김한민(1969년~)
- 김현석(생년미상~)
- 김호선(1941년~)
- 김화랑(1912~1976년)
- 김효천(1935년~)
- 김의석(1957년~)
- 김일란(생년미상~)
- 김재형(1936~2011)
- 김재환(생년미상~)
- 김정권(1969년~)
- 김정민(1972년~)
- 김정철(1946년~)
- 김제영(생년미상)
- 김조광수(1965년~)
- 김종관(1975년~)
- 김종현(1970년~)
- 김종호(생년미상~)
- 김지운(1964년~)
- 김지훈(1971년~)
- 김진규(1923~1998년)
- 김진민(1970년~)
- 김진아(1973년~)
- 김진영(1967년~)
- 김창주(생년미상~)
- 김청기(1941년~)
- 김초희(1975년~)
- 김춘광(1901~1950년)
- 김춘범(1948년~)
- 김충길(생년미상~)
- 김태경(1974년~)
- 김태규(1965~2015년)
- 김태균(1971년~)
- 김태균(1960년~)
- 김태용(1969년~)
- 김태용(1987년~)
- 김태윤(1972년~)
- 김학순(1954년~)
- 김한결(1985년~)
- 김한규(1976년~)
- 김한민(1969년~)
- 김한일(1921~1975년)
- 김해곤(1964년~)
- 김현석(1972년~)
- 김호선(1941년~)
- 김홍(1910~1966년)
- 김흥선(1976년~)
- 김화랑(1912~1976년)
- 김휘(생년미상~)

## ㄴ
- 나봉한(1934년~)
- 나한봉(1933~2015년)
- 나홍진(1974년~)
- 남기남(1942~2019년)
- 남무성(1968년~)
- 남상국(1965년~)
- 남석훈(1939년~)
- 남선호(1965년~)
- 남태권(1933년~)
- 남택수(생년미상~)
- 노동석(1973년~)
- 노진수(1970년~)
- 노효정(1961년~)

## ㄹ
- 류미례(1971년~)
- 류승완(1973년~)

## ㅁ
- 문소리(1974년~)
- 문여송(1932~2009년)
- 민규동(1970년~)
- 민병천(1979년~)
- 민병훈(1969년~)
- 민복기(1968년~)

## ㅂ

### 바
- 박건용(생년미상~)
- 박광설(1962년~)
- 박광수(1955년~)
- 박광춘(1967년~)
- 박광현(1969년~)
- 박기채(1906년~몰년미상)
- 박남옥(1923~2017년)
- 박노식(1930~1995년)
- 박노홍(1914~1982년)
- 박누리(생년미상~)
- 박대영(1969년~)
- 박상호(1931~2006년)
- 박석영(1973년~)
- 박성광(1981년~)
- 박성범(1969년~)
- 박세민(1958년~)
- 박시춘(1913~1996년)
- 박신우(1979년~)
- 박영혜(1960년~)
- 박영훈(1964년~)
- 박재훈(1971년~)
- 박정범(1976년~)
- 박제현(1968년~)
- 박종원(1960년~)
- 박종호(1927~2012년)
- 박진오(1970년~)
- 박진표(1966년~)
- 박찬옥(1968년~)
- 박찬욱(1963년~)
- 박철수(1948~2013년)
- 박훈정(1975년~)
- 박흥식(1965년~)
- 박흥식(1962년~)
- 박희곤(1969년~)
- 박희준(생년미상~)
- 방은진(1965년~)
- 배용균(1951년~)
- 배창호(1953년~)
- 배형준(1967년~)
- 백석광(1983년~)
- 백승우(생년미상~)
- 백승훈(1979년~)
- 백운학(1962년~)
- 백진원(영화감독)

### 버
- 변영주(1966년~)
- 변장호(1939~2022년)
- 변주현(1967년~)

### 보
- 봉만대(1970년~)
- 봉준호(1969년~)

### 부
- 부지영(1971년~)

## ㅅ

### 서
- 서세원(1956년~)
- 서세진(1971년~)
- 석래명(1936~2003년)

### 소
- 손원평(1979년~)
- 손재곤(1972년~)
- 손전(1910~1999년)
- 손창호(1952~1998년)
- 손태웅(생년미상~)
- 송영전(1983년~)
- 송일곤(1971년~)
- 송해성(1964년~)

### 시
- 신경균(1912~1981년)
- 신동일(1968년~)
- 신봉승(1933~2016년)
- 신상옥(1926~2006년)
- 신수원(1967년~)
- 신승수(1954년~)
- 신연식(1976년~)
- 신우석(1982년~)
- 신운하(1982년~)
- 신은정(1972~2012년)
- 신재호(1977년~)
- 신정균(1963년~)
- 신정원(1974~2021년)
- 신주환(1986년~)
- 신준영(1969년~)
- 신준형(생년미상~)
- 신태라(1973년~)
- 신한솔(1973년~)
- 심승보(1961년~)
- 심형래(1958년~)

## ㅇ

### 아
- 안대욱(1957년~)
- 안병기(생년미상~)
- 안상훈(생년미상~)
- 안석주(1901~1950년)
- 안종화(1902~1966년)
- 안판석(1961~)
- 양우석(1969년~)
- 양익준(1975년~)
- 양주남(1912년~)

### 어
- 어약선(1914~1959년~)
- 여균동(1958년~)
- 연상호(1978년~)

### 오
- 오기환(1967년~)
- 오병철(1958~2005년)
- 오성윤(1963년~)
- 오윤홍(1971년~)
- 오종록(1959년~)
- 왕룡(1960년~)
- 왕호(1952년~)

### 우
- 우문기(생년미상~)
- 우민호(1971년~)
- 원성진(1956년~)
- 원신연(1969년~)
- 원태연(1971년~)
- 유석현(1994년~)
- 유영선(1975년~)
- 유영식(1967년~)
- 유준호(1989년~)
- 유지태(1976년~)
- 유지형(1948년~)
- 유하(1963년~)
- 유한진(1974년~)
- 유현목(1925~2009년)
- 윤가은(1982년~)
- 윤단비(1990년~)
- 윤백남(1888~1954년)
- 윤봉춘(1902~1975년)
- 윤삼륙(1937~2020년)
- 윤상호(1968년~)
- 윤성현(1982년~)
- 윤성호(1976년~)
- 윤승민(생년미상~)
- 윤제균(1969년~)
- 윤종빈(1979년~)
- 윤종찬(1963년~)
- 윤혜렴(1984년~)

### 이
- 이가경(생년미상~)
- 이강천(1921~1993년)
- 이경미(1973년~)
- 이계벽(1971년~)
- 이광모(1961년~)
- 이구영(1900~1973년)
- 이규만(1972년~)
- 이규웅(1927~1982년)
- 이규형(1957~2020년)
- 이규환(1904~1982년)
- 이길보라(1990년~)
- 이난(1971년~)
- 이두용(1941년~)
- 이랑(1986년~)
- 이만희(1931~1975년)
- 이명세(1957년~)
- 이무영(1962년~)
- 이미례(1957년~)
- 이미연(1963년~)
- 이병일(1910~1978년)
- 이병헌(1980년~)
- 이사강(1980년~)
- 이상근(1978년~)
- 이상용(생년미상~)
- 이상우(1971년~)
- 이상훈(1976년~)
- 이석근(생년미상~)
- 이석훈(1972년~)
- 이송희일(1971년~)
- 이수진(1977년~)
- 이숭환(생년미상~)
- 이승무(1963년~)
- 이승준(1971년~)
- 이언희(1976년~)
- 이영은(1971년~)
- 이옥섭(1987년~)
- 이용민(1916~1983년)
- 이용주(1970년~)
- 이원석(1974년~)
- 이원태(생년미상~)
- 이윤기(생년미상~)
- 이은(1961년~)
- 이응일(1977년~)
- 이인수(생년미상~)
- 이일형(1981년~)
- 이장호(1945년~)
- 이장훈(1973년~)
- 이재규(1970년~)
- 이재용(1965년~)
- 이재한(1971년~)
- 이정범(1971년~)
- 이정재(1972년~)
- 이정향(1964년~)
- 이종필(1980년~)
- 이준수(생년미상~)
- 이준익(1959년~)
- 이지승(1969년~)
- 이지원(1981년~)
- 이창동(1954년~)
- 이창재(1967년~)
- 이철하(1970년~)
- 이충렬(생년미상~)
- 이충현(1990년~)
- 이필우(1897~1978년)
- 이하(1974년~)
- 이한(1970년~)
- 이한열(1962년~)
- 이해랑(1916~1989년)
- 이해영(1973년~)
- 이해준(1973년~)
- 이현주(1981년~)
- 이형표(1922~2010년)
- 이환(1979년~)
- 이환경(1970년~)
- 이훈(1962~1996년)
- 임권택(1934년~)
- 임대형(1986년~)
- 임상수(1962년~)
- 임순례(1961년~)
- 임종호(1956년~)
- 임채윤(1964년~)
- 임충(1938~2017년)
- 임필성(1972년~)

## ㅈ

### 자
- 장길수(1955년~)
- 장덕균(1965년~)
- 장동일(1962년~)
- 장선우(1952년~)
- 장우석(1977년~)
- 장유정(1976년~)
- 장윤현(1967년~)
- 장일호(1926~2009년)
- 장준환(1970년~)
- 장진(1971년~)
- 장철수(1974년~)
- 장항준(1969년~)
- 장해랑(1956년~)
- 장현수(1959년~)
- 장홍준(생년미상~)
- 장훈(1975년~)

### 저
- 전계수(1972년~)
- 전고운(1985년~)
- 전문식(1968년~)
- 전유성(1949년~)
- 전창근(1908~1973년)
- 정가영(1990년~)
- 정광준(1972년~)
- 정기훈(1974년~)
- 정다원(1985년~)
- 정단우(생년미상~)
- 정두홍(1966년~)
- 정병길(1980년~)
- 정봉연(1961년~)
- 정성일(1959년~)
- 정영배(1971년~)
- 정용기(1970년~)
- 정용주(1973년~)
- 정윤철(1971년~)
- 정인엽(1942년~)
- 정재은(생년미상~)
- 정주리(1980년~)
- 정지연(1984년~)
- 정지영(1946년~)
- 정지우(1968년~)
- 정진영(1964년~)
- 정진우(1938년~)
- 정창화(1928년~)
- 정초신(1962년~)
- 정형석(생년미상~)

### 조
- 조근현(생년미상~)
- 조긍하(1919~1982년)
- 조동희(1973년~)
- 조명남(1964~2010년)
- 조명화(1945년~)
- 조성희(1979년~)
- 조영호(1972년~)
- 조은령(1972~2003년)
- 조의석(1976년~)
- 조정래(1973년~)
- 조종우(1964년~)
- 조진규(생년미상~)
- 조창호(1972년~)
- 조현철(1986년~)

### 주
- 주닐(1985년~)

### 지
- 진유영(1957년~)
- 진형태(1967년~)

## ㅊ
- 채수응(1982년~)
- 최경옥(1933년~)
- 최고은(1979~2011년)
- 최동훈(1971년~)
- 최성관(1925~1999년)
- 최신춘(1986년~)
- 최은희(1926~2018년)
- 최인규(1911~1950년)
- 최지연(1975년~)
- 최하나(1992년~)
- 최하원(1937년~)
- 최항용(생년미상~)
- 최헌규(1973년~)
- 최호(1967년~)
- 최훈(1922~2005년)
- 추상록(1970년~)
- 추상미(1972년~)
- 추창민(1966년~)

## ㅍ
- 편거영(1928~2014년)
- 피터바닐라(1977년~)
- 피터 정(1961년~)
- 필감성(1977년~)

## ㅎ

### 하
- 하길종(1941~1979년)
- 하명중(1947년~)
- 하윤재(1972년~)
- 하재봉(생년미상~)
- 하정우(1978년~)
- 한가람(1985년~)
- 한국일(1958년~)
- 한길로(1977년~)
- 한재림(1975년~)
- 한중희(생년미상~)
- 한지승(1967년~)
- 한형모(1917~1999년)

### 허
- 허건(1991년~)
- 허종호(1975년~)
- 허진호(1963년~)
- 현남섭(1955년~)
- 현원(1981년~)

### 호
- 홍상수(1960년~)
- 홍성기(1924~2001년)
- 홍은원(1922~1999년)
- 홍의정(1982년~)
- 홍지영(1971년~)
- 홍지유(생년미상~)
- 홍형숙(1962년~)
- 황동혁(1971년~)
- 황병국(생년미상~)
- 황윤(생년미상~)
- 황정리(1944년~)
- 황정민(1960년~)
- 황춘수(1956년~)

## 같이 보기
- 한국 영화
- 대한민국의 영화 흥행 기록